# (4404) Enirac
(4404) Enirac es un asteroide perteneciente al cinturón de asteroides, descubierto el 2 de abril de 1987 por Alain Maury desde el Observatorio del Monte Palomar, Estados Unidos.

## Designación y nombre
Designado provisionalmente como 1987 GG. Fue nombrado Enirac en homenaje a Carine al revés "Enirac" la esposa del descubridor.

## Características orbitales
Enirac está situado a una distancia media del Sol de 2,640 ua, pudiendo alejarse hasta 3,483 ua y acercarse hasta 1,797 ua. Su excentricidad es 0,319 y la inclinación orbital 30,33 grados. Emplea 1567 días en completar una órbita alrededor del Sol.

## Características físicas
La magnitud absoluta de Enirac es 12,9. Tiene 6,233 km de diámetro y su albedo se estima en 0,239.